# غريب فى الميناء (فلم)
غريب في الميناء  فيلم دراما، تشويق وإثارة مصري للمخرج إسماعيل حسن عام 1995 عن فكرة نهى جلال  وكتب السيناريو والحوار المؤلف محمد الحموي. الفيلم من بطولة محمود الجندي، سيد زيان، سميرة صدقي، هيام طعمة، والشحات مبروك  وتدور أحداثه حول الشاب المجند بالجيش المصري "غريب" الذي يبحث عن قاتل شقيقه، ويكتشف أنه قتل على أيدي الجماعة التي كان يعمل ضمن أفرادها، وأن القاتل هو المعلم ضاحي الذي يتحكم في مصائر القرية.
صدر الفيلم إلى دور العرض المصرية في 2 يناير 1995.
منح موقع قاعدة بيانات الأفلام العربية "السينما.كوم" الفيلم درجة 5.5/ 10.

## طاقم التمثيل
محمود الجندي: في دور حسونه
سيد زيان: في دور المعلم ضاحي
سميرة صدقي: في دور فردوس
هيام طعمة: في دور نرجس
الشحات مبروك: في دور غريب/ سعد
حجاج عبد العظيم: في دور شباره
نصر سيف: في دور أحد أفراد العصابة
نعيم عيسى: في دور المعلم سليمان
حسني عبد الجليل: في دور المعلم سندس
مايسة حمدي: في دور الطفلة أمل (شقيقة فردوس)
فاتن جميل: في دور الراقصة
سيد مصطفى: في دور رئيس المباحث
عبد الحميد أنيس: في دور العميد جلال زهرة
عمران بحر: في دور قاتل مأجور
محمد الكاشف: في دور ضابط شرطة
محمد النوبي: في دور مطراوي
حسين الشريف: في دور ضابط مباحث
نادية شمس الدين: في دور أم فردوس
طارق الجندي: في دور ربيع سالم
أحمد كمالي: في دور عم كامل
حللي محمد (حللي محمد الكاشف): في دور قاتل مأجور
بالاشتراك مع: صالح العويل 

## موسيقى وأغاني الفيلم
الموسيقى التصويرية: هاني شنودة 
الأغاني  من أداء: المغنية السورية هيام طعمة
- موال قالوا القمر في السما
- بصراحة بحبك بصراحة
  كلمات: فوزي الشلقاني  - لحن: مهدي سردانه
- ياغريب يامنوّر سهرتنا
  كلمات: فوزي الشلقاني  - لحن: مهدي سردانه
- مش ح أكره .. مش ح خون
  كلمات: أحمد شتا  - لحن: صلاح الشرنوبي 

## أحداث الفيلم
يمتلك المعلم ضاحي (سيد زيان) مراكب الصيد بميناء الصيادين، وقد كان يعمل صيادا على مركب المعلم سالم (نعيم عيسى) ثم اتجه لتجارة المخدرات، وأصبحت له ثروة كبيرة وعصابة من المجرمين. يتمكن المعلم ضاحي من مزاحمة أصحاب مراكب الصيد، ويجبرهم على بيعها له، ليتحكم في الميناء وأرزاق الصيادين. يصادق المعلم ضاحي الراقصة ومغنية الموالد نرجس (هيام طعمة)، ويقدمها لكل من يحتاج لخدماته، مما يجعل نرجس تستاء من حياتها معه وتتمنى الخلاص. تراقب مباحث المخدرات المعلم ضاحي، وتنتظر الإيقاع به متلبسا بحيازة المخدرات، كما تقوم المباحث بتجنيد نرجس عينا لها على المعلم ضاحي، فتخبرهم أنه تسلم بضاعة ثمنها 10 مليون جنيه، وينتظر الوقت المناسب لبيعها والاكتفاء بذلك، ثم محاولة غسيل أمواله بشركة مقاولات أو شركة استيراد وتصدير. يطمع عرفان، أحد عصابة المعلم ضاحي، في المخدرات، فيستولي عليها ويضع مكانها حجارة، ويخفيها في مكان أمين، ويكتب عنوان المكان على عملة الجنيه الورقية، ويقسمها نصفين، يسلم النصف الأول لشقيقه سعد (الشحات مبروك) المجند بالجيش، ويسلم النصف الآخر لخطيبته فردوس (سميرة صدقي) صاحبة نصبة الشاى بالميناء، ويخبرها أن النصف الآخر مع شقيقه سعد، ويطلعها على صورته، ويطلب منها أن تسلمه نصف الجنيه، إذا حدث له مكروه، ولكنه لم يخبرها بموضوع المخدرات. يتأكد المعلم ضاحي أن هناك مرشدا للشرطة بين أفراد عصابته، ويشك في عرفان فيقتله. يعلم سعد بموت أخيه، فينصرف اهتمامه عن المخدرات، ويقرر إبلاغ الشرطة، ويذهب للميناء تحت إسم "غريب"، استعدادا للانتقام من قاتل شقيقه. يتعرف غريب على فردوس وجارها الصياد الطيب حسونه (محمود الجندي) المقيم مع عرفان ريثما يعثر على سكن، ويلحقه حسونه بالعمل معه على مركب المعلم سالم. يتعرف غريب على المعلم ضاحي ويتقرب منه، ويعمل معه، بعد أن أحرق ضاحي مركب المعلم سالم ثم قتله. يشك المعلم ضاحي في غريب، فيحرض عشيقته نرجس للإيقاع به، ولكنها تقع في حب غريب، وتخبره بسرها، وأنها تعمل مع الشرطة. تتذكر فردوس أنها رأت صورة غريب مع عرفان، وتكتشف أن غريب هو سعد، وتتفق معه على الإيقاع بالمعلم ضاحي. يتسلم غريب من فردوس نصف الجنيه، ليكتمل معه مكان المخدرات، ويكتشف ضاحي إختفاء المخدرات، ويتوصل لمعرفة حقيقة غريب فيقوم بخطفه وتعذيبه، ولكن حسونه وفردوس يتمكنوا من تخليصه من أيدي عصابة ضاحي وتلقي الشرطة القبض عليه وعلى عصابته.

## وصلات خارجية
- غريب فى الميناء على موقع الدهليز
- غريب فى الميناء على موقع قاعدة بيانات الأفلام العربية
- غريب فى الميناء على موقع قاعدة بيانات الفيلم (الإنجليزية)
- غريب فى الميناء على موقع ليتربوكسد (الإنجليزية)
- غريب في الميناء على موقع الدهليز
- غريب في الميناء على موقع كاروهات

https://letterboxd.com/film/film:546583/ غريب في الميناء (فلم)